# سرای شهزاده
سرای شهزاده یا سرای سنگِ ماشه بزرگترین بازارِ تبادل پولی در افغانستان است. این بازار در دل شهر کابل، میان پل‌باغ عمومی و پل‌خشتی قرار دارد. این بازار در سه طبقه ساخته شده‌است و دارای ۳۰۰ دکان صرافی می‌باشد. در این بازار روزانه ۲۰۰هزار مشتری مبلغ ۳۰۰ میلون دالر ارز را مبادله می‌نمایند. نمایندگی‌های برخی بانک‌های خصوصی افغانستان چون بانک عزیزی، بانک میوند و کابل بانک نیز دراین سرای وجود دارند. با وجود تدابیر امنیتی از سال ۲۰۰۲ تا اکنون ۲۰ صراف کشته و پول ۲۰۰ صراف از این سرای دزدی شده‌است. این سرای ۳ بار چور و یکبار به آتش کشانیده شده‌است.
در سرای شهزاده یک کوچه بنام تومان است که مردم عام آنرا (کوچه تومَن) میگویند.

## تاریخچه
زمینی که سرای شهزاده بالای آن ساخته شده در سال ۱۳۳۹ توسط شهزاده عبدالعزیز که نوه (نواسه) پشت هفتمِ احمدشاه ابدالی￼￼ بود به مبلغ ۷۰٬۰۰۰ افغانی از محمد هاشم خان؛ نخست‌وزیر وقت خریداری شد. پس از مرگ عبدالعزیز پسران او احمد شاه، تیمور شاه، و بابرشاه فعالیت مارکیت را در دست داشتند و اکنون بابر شاه ابتکار عمل را بدست دارد.